# Trichophyma
Trichophyma is een geslacht van schimmels in de orde Arthoniales. De familie is nog niet eenduidig bepaald (incertae sedis). De typesoort is Trichophyma bunchosiae.

## Soorten
Volgens Index Fungorum bevat het geslacht twee soorten (peildatum oktober 2021):
| Soortnaam              | Auteur(s) | Publicatiejaar |
| ---------------------- | --------- | -------------- |
| Trichophyma bunchosiae | Rehm      | 1904           |
| Trichophyma similis    | Matzer    | 1996           |